# 175 Park Avenue
175 Park Avenue, también conocido como Proyecto Commodore, es un rascacielos de uso mixto diseñado por Skidmore, Owings & Merrill y desarrollado por RXR Realty y TF Cornerstone, propuesto para ser construido sobre el sitio anterior del Hotel Commodore, actualmente el hotel Hyatt Grand Central New York. El edificio se elevaría 482 metros (1581 pies) y contendría oficinas, un hotel Hyatt y un amplio lobby a nivel del suelo.

## Historia
Los diseños preliminares del edificio fueron revelados en noviembre de 2020 por Skidmore, Owings & Merrill. El edificio mediría 502 metros, convirtiéndose en el segundo edificio más alto de Nueva York y de Estados Unidos, solo por detrás del One World Trade Center. Tendría 83 plantas, con espacios para oficinas y un hotel Hyatt de hasta 500 habitaciones. 
Las primeras representaciones del edificio, publicadas en febrero de 2021, le daban una altura máxima de 504 metros, que luego se rebajó a los 482 metros, como anunció WSP Global. 
175 Park Avenue se situará entre edificios icónicos de la ciudad como el MetLife Building o el Edificio Chrysler. Su diseño pretende mejorar la conectividad con la estación Grand Central Terminal.